# Zgodovina Makedoncev
Zgodovina Makedoncev se močno navezuje na zgodovino ozemlja celotne Makedonske regije. V 20. stoletju Makedoncem uspe ustanovitev lastne politične in nacionalne enote.

## Antika
Makedonija je svoj višek moči dosegla pod vladavino Filipa II. Makedonskega (359-336 p.K) v IV. stoletju pred Kristusom, ki je reformiral makedonsko vojsko in začel vojno proti grškim kolonistom ob obali Egejskega morja, premagal Tesalce in tako osvobodil celotno Makedonijo iz grških rok ter jo z reformo vojske pretvoril v velesilo Evrope. Njegov sin Aleksander Veliki Makedonski (356-323 p.K.) je po očetovem umoru prevzel prestol in nadaljeval že začeto vojno proti Perzijskem imperiju, ki jo je napovedal njegov oče. Aleksander je s svojimi tridesetimi leti ustvaril največji imperij na svetu, ki je po njegovi smrti oslabel, razpadel, zavzela ga je rastoča nova velesila Rim.

## Rimsko obdobje
Rimljani so po treh makedonsko-rimskih vojnah (215-168 p.K) z zaveznico Grčijo dokončno porazili mogočno makedonsko vojsko in jo kot provinco priključili k rimskemu imperiju.vir Arhivirano 2009-04-03 na Wayback Machine.

## Bizantinsko obdobje
Po razdelitvi rimskega imperija na vzhodno in zahodno cesarstvo je bila Makedonija ključna provinca bizantinskega imperija. Makedonci so se večkrat upirali bizantinski nadvladi, vendar brezuspešno. V 6. in 7. se začne priseljevanje Slovanov, ki prodrejo na celotno makedonsko ozemlje. Ti se počasi asimilirajo z večinskim prebivalstvom, antičnimi Makedonci, in se organizirajo v sklavinje. Makedonski cesar Samuil (Samuel-960.l) sin brsjaškega(Slovansko pleme) kneza, je sicer Grke (Bizantince) potisnil iz Makedonije in obnovil Makedonske etnične meje, vendar pa je že v naslednji vojni, v bitki na Belasici njegova vojska doživela hud poraz proti Grkom. V 837 letu Makedonija pade pod bolgarsko državo, saj Bolgari odvzamejo Bizantincem velik del ozemlja.

## Srednji vek
Ko je Bizantinska moč začela slabeti, so v Evropo začeli prodirati Turki. Makedonska vojska se je prepozno odzvala na turške vpade, saj so se jim zdeli nenevarni, Makedonci so bili na čelu z makedonskim knezom Volkašinom poraženi v bitki pri reki Marici, ki je predstavljala takratno mejo Makedonije. Po porazu kneza Volkašina, pa vse do konca 14. stoletja Makedonija podleže otomanski nadoblasti, ki močno oslabi njeno gospodarstvo, cerkveno in politično moč. Makedonci so izvedli veliko vstaj proti Turkom, med katerimi so najbolj pomembni t. i. Karpoševa vstaja, Preobraždenska vstaja in Ilindenska vstaja (02.08.1903), ko so Makedonci v mestu Kruševo razglasili svojo republiko, ki pa je bila neodvisna le 10 dni. Ilinden velja za drugi največi praznik v republiki Makedoniji in največji praznik za vse Makedonce po svetu. vir Arhivirano 2009-04-02 na Wayback Machine.,vir Arhivirano 2012-01-17 na Wayback Machine.

## Balkanske vojne
Po porazu, ki ga je Turčija doživela v vojni z Rusijo, je njena moč na Balkanu začela slabeti, kar so izkoristile takrat majhne balkanske države, ki so začele svoj boj za neodvisnost. Ker je bila želja sosedov po makedonskem ozemlju velika, si je vsaka izmed njih, (Srbija, Grčija, Bolgarija) prizadevala prepričati velesile Evrope, da v Makedoniji ne živijo Makedonci temveč Grki, Bolgari in Srbi. Takrat gospodarsko zelo oslabljeni makedonski intelektulci podležejo tujim propagandam. Novo nastale nacionalne države Bolgarija, Grčija in Srbija se zapletejo v medsebojne vojne za razdelitev Makedonije. Po bukareškem mirovnem sporazumu leta 1913 je bila Makedonija razdeljena na štiri dele: 51 odstotkov zasedejo Grki, 38 odstotkov Srbi, 10 odstotkov Bolgari in 1 odstotek Albanci. Makedonci so prvi na Balkanu začeli svoj boj za neodvisnost od Turkov, Makedonija pa je bila edina, ki ji ni uspelo izbojevati neodvisnost, saj je predstavljala za Turčijo vrata v Evropo.

## I. Svetovna vojna
V prvi svetovni vojni je bila želja po neodvisnosti celotne Makedonije še večja. V Franciji so revolucionarji stranke TMRO (Tajna Makedonska revolucionerna organizacija) naredili atentat na srbskega kralja Aleksandra in dali svetu vedeti, da obstaja Makedonija in ne južna Srbija, kot so Srbi imenovali okupirani del Makedonije. V Bolgariji so Makedonci za kratko obdobje dobili svojo avtonomijo, vendar so jo po menjavi oblasti s Todorjem Živkovim zopet Izgubili. Egejska Makedonija (Grška) med I. svetovno vojno preide pod fašistično oblast. vir Arhivirano 2009-04-04 na Wayback Machine.

## Neodvisna Makedonija
Makedonija je svojo neodvisnost razglasila 8. septembra 1991 na referendumu, na katerem so se s plebiscitom razglasili za samostojno in suvereno državo. Na zastavi neodvisne Makedonije je bilo sonce kot simbol svobode. Obstaja legenda o nekem kralju, ki je hotel nagraditi svojo slugo za dobro opravljeno nalogo, in ga je vprašal, kaj si želi. Sluga je pokazal na sonce, saj si je želel svobode. Izpustil ga je, le-ta pa si je ustvaril rajski vrt, ki ga je poimenoval Makedonija.
vir